# Carlos José de Lorena
Carlos José de Lorena, de seu nome completo Carlos José João António Inácio Félix de Lorena (em alemão:  Karl Joseph Anton Johann Ignaz Felix von Lothringen; Viena, 24 de Novembro de 1680 - Viena, 4 de Dezembro de 1715) foi um nobre e eclesiástico germânico.
Foi conhecido como Carlos III, na sua qualidade de Príncipe-Bispo de Olomouc (em alemão:  Olmütz).

## Biografia
Carlos José era o segundo varão nascido do casamento de Carlos V da Lorena e de sua mulher, a arquiduquesa Leonor da Áustria.
Foi bispo de Olomouc (1695–1711) e Príncipe-Bispo de Osnabrück (1698–1715), cargo para o qual foi eleito com o apoio do ramo Palatino dos Wittelbach, a que se oponha o Brandeburgo.
Veio também a ser eleito Arcebispo-Eleitor de Tréveris (em alemão:  Trier) (1711–1715), após um enorme pagamento ao capítulo de Tréveris. Tratava-se de um posto não apenas religioso mas com uma importante poder político no Sacro Império Romano-Germânico. De facto, logo em 1711, ele usou o seu voto eleitoral na eleição do imperador Carlos VI.
Participou tambémm nas negociações que puseram fim à Guerra da Sucessão de Espanha, conseguindo que as forças de ocupação francesas abandonassem o território do Arcebispado em 1714.
Carlos José morreu de varíola durante uma visita a Viena.